# Mattias De Vuyst
Mattias De Vuyst (Gent, 24 maart 1990) is een Belgisch bestuurder en politicus voor Open Vld. Hij groeide op in de volksbuurt Brugse Poort-Rooigem. Sinds 2019 zetelt hij voor Open Vld in het Bestuursorgaan van Farys TMVS en neemt de functie van ondervoorzitter van het Bestuursorgaan van Regent, de Gentse Energiecentrale, op.
Voorheen werkte hij te Brussel (stad) voor de liberale partij, en onder andere voor Emmily Talpe, Mercedes Van Volcem en Ann Soete in het Vlaams Parlement.

## Politieke loopbaan

### Jongerenengagement
Van 2004 tot 2006 zat Mattias De Vuyst in het scholierenparlement voor het Sint-Paulusinstituut in Gent. Erna studeerde hij de Master Sociologie aan de Universiteit Gent. Daar kwam hij in contact met het LVSV, waar hij gedurende zijn studententijd actief was in het bestuur. Momenteel is hij er erelid. Hij schreef een dissertatie over jongeren en liberalisme.
Het duurde tot 2015 alvorens De Vuyst zich lid zou maken van een politieke partij. In 2015 sloot hij zich aan bij Jong VLD Gent en Open Vld. Datzelfde jaar geraakte De Vuyst rechtstreeks verkozen in het nationaal bestuur van Jong VLD voor de Kieskring Oost-Vlaanderen. Een jaar later, in 2016, tijdens de provinciale verkiezingen werd hij verkozen tot provinciaal voorzitter van Jong VLD Oost–Vlaanderen.

### Gemeenteraadslid Gent

#### Verkiezing in 2018
In 2018 was De Vuyst kandidaat-gemeenteraadslid in Gent op de achttiende plaats van de Gentse Open Vld, met als lijsttrekker toenmalig kandidaat-burgemeester Mathias De Clercq. De Vuyst behaalde 1048 stemmen en werd hierdoor verkozen als gemeenteraadslid en zetelt sindsdien in de Gentse gemeenteraad.
Sinds 2018 zette hij zijn bestuursactiviteiten bij Jong VLD stop in functie van zijn lokaal mandaat, maar blijft wel lid van de Gentse jongerenafdeling van Open Vld.
Tijdens de interne verkiezingen van Open Vld Gent in oktober 2019 werd De Vuyst verkozen tot het lokale partijbestuur.